# 花の日
花の日（はなのひ、英語: Flower Day）は、アメリカ合衆国に発祥するプロテスタント教会の行事で、毎年6月第2日曜日に行われる。米国などでは子供の日 (Children's Day) などの名で呼ばれている行事であり、子供たちが花を持ち寄って教会堂を飾り付けて礼拝を行い、またその花を持って病人などを慰問する。

## 歴史

### アメリカ合衆国
この行事は1856年、マサチューセッツ州チェルシーで普遍主義教会 (Universalist Church of America) の牧師を務めていたチャールズ・H・レナード (Rev. Charles H. Leonard) の提言にはじまる。
レナード牧師は6月のある日曜日を定め、子供中心の集会を行った。あるいは、特別礼拝を行い、その中で献児式・幼児祝福式を行ったのが始まりという（日取りは当初から6月第2日曜日であったとも）。
以後、19世紀後半にはアメリカ合衆国ではさまざまな会派で同様に「子供」を中心とする行事が行われるようになった。また、この季節が花の多い時期（夏の花が咲き始める時期）であることから「花」に関連した行事も行われ、「子供の日」「花の日」が結びついた。
1866年（1881年とも）、アメリカのメソジスト教会が6月第2日曜日を「子供の日」として教会行事に加えることを決議した。信者たちは花を持ち寄って教会堂を飾り、礼拝後に子供たちが病院を訪ねて病人を見舞い、あるいは警察署や各種施設を訪問するというもので、子供に奉仕と感謝を学ばせる意義づけがなされた。
1870年には、マサチューセッツ州ローウェル市の牧師が「シャロンのバラの日」と名付け、花と子ども中心の礼拝が捧げられた。

### 日本
日本へは明治時代中期に移入された。「花の日」は夏の季語になっている。日本の多くのキリスト教主義学校（ミッションスクール）で「花の日礼拝」「花の日訪問」が行われている 。